# Primera Iglesia Bautista (Bay Minette)
La Primera Iglesia Bautista es una histórica iglesia bautista del sur ubicada en la Calle D'Olive en Bay Minette, Alabama. Fue construida en 1914 y agregada al Registro Nacional de Lugares Históricos en 1988. La Biblioteca Pública de Bay Minette ocupa actualmente el edificio.